# فیوریله
فیوریله (ایتالیایی: Fiorile) فیلمی در ژانر درام به کارگردانی پائولو و ویتوریو تاویانی محصول سینمای ایتالیا در مورد نفرین خانوادگی ناشی از حرص و طمع است؛ که در سال ۱۹۹۳ میلادی منتشر شد. از بازیگران آن می‌توان به میشل وارتان، پیر پائولو کاپونی، کیارا کازلی و رناتو کارپنتیری اشاره کرد. فیلم‌نامهٔ فیوریله، بر مبنای داستانی نوشتهٔ برادران تاویانی است.
فیلم، در جشنواره فیلم کن ۱۹۹۳ میلادی حضور داشت.
عنوان فیوریله ظاهراً از ماه Floréal (آوریل-مه) در تقویم جمهوری فرانسه مشتق شده‌است. فیلم همچنین با عنوان گل وحشی شناخته می‌شود.

## خلاصه داستان
برای نوه‌های «خاندان بنه‌دتی» داستان یک نفرین خانوادگی را تعریف می‌کنند که دویست سال به درازا کشیده‌است: موقع حملهٔ ناپلئون به ایتالیا الیزابتا بته‌دتی (گالاتیا رانزی)، دلباختهٔ ژان (میشل وارتان)، سربازی فرانسوی می‌شود. کورادو (کلودیو بیگالی)، بردار الزابتا مقداری از طلاهائی را که ژان مأمور مراقبت از آنها بوده، می‌رباید و بدین ترتیب نفرین ابدی گریبان‌شان را می‌گیرد. خاندان بنه‌دتی ثروتی به هم می‌زنند ولی در عوض به فساد کشانده می‌شوند و نفرت و انزجار دوستان قدیمی‌شان را ـ که حالا آنان نفرین‌شدگان می‌نامند ـ برمی‌انگیزند. پدر برزگ بچه‌ها، ماسیمو (میشل وارتان)، آخرین فرد این خانواده است که مستقیماً در معرض این نفرین قرار دارد ـ ولی آیا او این نفرین رابه بچه‌ها و نوه‌هایش نیز منتقل خواهد کرد…